# آنزیم استروئیدوژنیک

استروئیدزایی هورمون‌های استروئیدی.

آنزیم‌های استروئیدوژنیک(به انگلیسی: Steroidogenic enzyme) آنزیم‌هایی هستند که در استروئیدزایی و بیوسنتز استروئید نقش دارند. آنها مسئول بیوسنتز هورمون‌های استروئیدی از جمله استروئیدهای جنسی (آندروژن‌ها، استروژن‌ها و پروژسترون‌ها) و کورتیکواستروئیدها (گلوکوکورتیکوئیدها و مینرالوکورتیکوئیدها) و همچنین نورواستروئیدها از کلسترول هستند. آنزیم‌های استروئیدوژنیک در بافت‌های استروئیدی کلاسیک مانند بیضه، تخمدان و قشر غده فوق کلیوی به وفور بیان می‌شوند، اما در سایر بافت‌های بدن نیز وجود دارند.